# Villa brunettii
Villa brunettii är en tvåvingeart som beskrevs av Neal L. Evenhuis och Greathead 1999. Villa brunettii ingår i släktet Villa och familjen svävflugor. Inga underarter finns listade i Catalogue of Life.